# Senat (Argentyna)
Senat (hiszp. Senado) – izba wyższa parlamentu (Congreso de la Nación) Argentyny.
Izba wyższa parlamentu Argentyny – podobnie jak  sam Kongres Narodowy, którego Senat jest częścią – powołana została do życia przez konstytucję z 1853 a dotyczące jej przepisy wzorowane były na rozwiązaniach przyjętych w Konstytucji Stanów Zjednoczonych. Stąd między innymi, podobnie jak w przypadku Senatu USA, wiceprezydent Argentyny jest z urzędu formalnym przewodniczącym izby i dysponuje głosem rozstrzygającym w przypadku remisu w głosowaniu.
Początkowo w Senacie zasiadało po dwóch senatorów z każdej prowincji Argentyny oraz stolicy kraju (łącznie 48 mandatów). Senatorowie wybierani byli dawniej na kadencję dziewięcioletnią, przy czym co trzy lata odnawiana była jedna trzecia składu Senatu. W latach 1853–2001 senatorowie wybierani byli w wyborach pośrednich przez organy ustawodawcze poszczególnych prowincji, a w stolicy – przez kolegium elektorów.
W wyniku reformy konstytucyjnej z 1994 liczba senatorów została zwiększona z 48 do 72 (każda z prowincji i miasto Buenos Aires otrzymały prawo delegowania do izby trzech senatorów), a ich kadencja została skrócona z dziewięciu do sześciu lat. Ponadto od 2001 wybór senatorów przebiega w głosowaniu bezpośrednim.  
Zasady ogólne dotyczące składu Senatu oraz trybu obsadzania jego mandatów zawarte są w artykułach 54-62 Konstytucji Argentyny. Bierne prawo wyborcze przysługuje osobie, która ukończyła 30 lat i posiada obywatelstwo Argentyny co najmniej od sześciu lat. Kandydat na senatora powinien pochodzić z prowincji, w której ubiega się o mandat, bądź zamieszkiwać w niej nieprzerwanie co najmniej od dwóch lat.
Senatorowie wybierani są w 24 trójmandatowych okręgach wyborczych  o granicach odpowiadających 23 argentyńskim prowincjom oraz okręgowi federalnemu (stołecznemu). Co dwa lata swą delegację senatorską odnawiają na kadencję sześcioletnią wyborcy w ośmiu z dwudziestu czterech części składowych federacji. W cyklu wyborczym, który rozpoczął się w 2009, senatorzy wybierani są w następujący sposób:
- w wyborach przeprowadzanych w 2009 swych senatorów na kadencję 2009-2015 wybierają mieszkańcy prowincji  Catamarca, Chubut, Córdoba, Corrientes, La Pampa, Mendoza, Santa Fé oraz Tucumán
- w wyborach przeprowadzanych w 2011 swych senatorów na kadencję 2011–2017 wybierają mieszkańcy prowincji Buenos Aires, Formosa, Jujuy, La Rioja, Misiones, San Juan, San Luis i Santa Cruz;
- w wyborach przeprowadzanych w 2013 swych senatorów na kadencję 2013-2019 wybierają mieszkańcy prowincji Chaco, Entre Ríos, Neuquén, Río Negro, Salta, Santiago del Estero, Ziemia Ognista oraz wyborcy w mieście autonomicznym Buenos Aires.

W trakcie wyborów do Senatu, podobnie jak w przypadku wyborów do Izby Deputowanych, wyborca głosuje nie na konkretnego kandydata, a na jedną z zamkniętych list kandydatów. Na każdej liście znajdują się tylko dwa nazwiska. Podział mandatów następuje na poziomie okręgu wyborczego i biorą w nim udział dwie listy z największą liczbą głosów. Senatorami zostają obaj kandydaci z listy, na którą oddano największą liczbę głosów oraz jeden z kandydatów z listy, na którą oddano drugą w kolejności liczbę głosów (ten, który na liście wymieniony jest w pierwszej kolejności).